# 查維·馬蒂

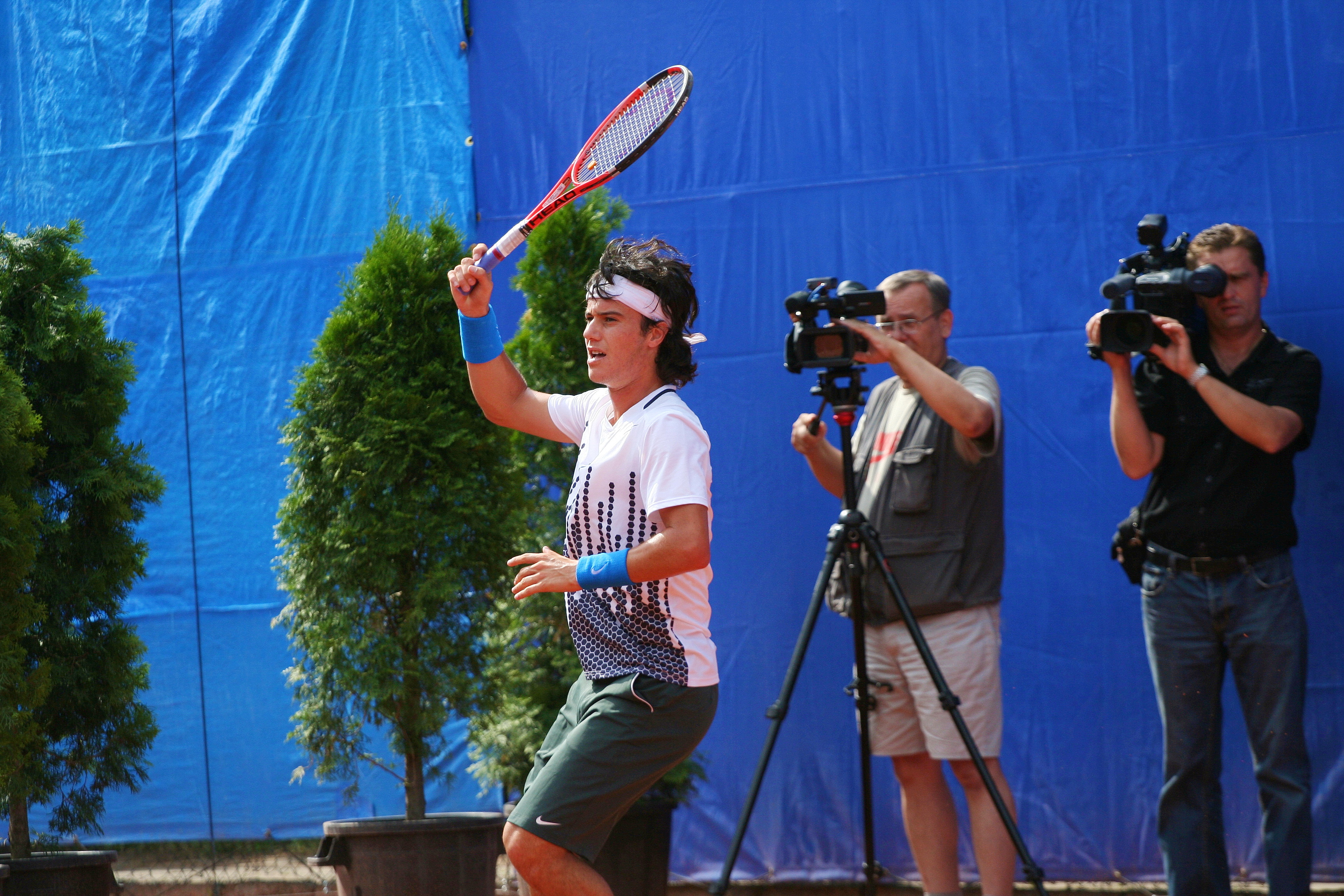
查維·馬蒂

查維·馬蒂·赫南茲（西班牙語：Javier Martí Hernanz，1992年11月1日—）是一位西班牙網球運動員，曾在2011年法國網球公開賽會外賽中連赢三場進入會內賽第一輪。
目前馬蒂的最高單打排名為171（2012年4月16日）。

## 外部連結
- 查維·馬蒂（英文/西班牙文）的官方資料
- 查維·馬蒂的國際網球總會 職業／青少年 官方資料（英文）
- 查維·馬蒂的官方資料（英文）